# Thonmi Sambhota
Thonmi Sambhota is in de klassieke Tibetaanse geschiedschrijving de ontwerper van het Tibetaans schriftsysteem. De koning Songtsen Gampo(605-650) zou een jongeman uit  de clan van de Thonmi naar Kashmir gezonden hebben  om daar de kennis te verwerven dat te creëren. 
Thonmi was zo een ijverige student dat hij daar de Indiase naam Thonmi Sambhota kreeg; Thonmi de goede Tibetaan. Nadat Thomni naar Tibet was teruggekeerd en het schrift had ontworpen zou Songtsen Gampo zelf zich hebben teruggetrokken voor een retraite van vier jaar om dat te leren beheersen.
Hedendaagse tibetologen hebben op zijn minst ernstige twijfel aan het historisch bestaan van Thonmi Sambhota. Het verhaal komt in de Tibetaanse literatuur pas voor het eerst voor in een document uit de elfde eeuw,  Het Pilaar-Testament.
Het staat echter vast dat er in Tibet in de periode van Songtsen Gampo een schriftsysteem ontwikkeld werd, dat sterk gebaseerd was op toen bestaande systemen in Nepal en het noorden van India.